# Uwe Schmidt (Politiker, 1954)

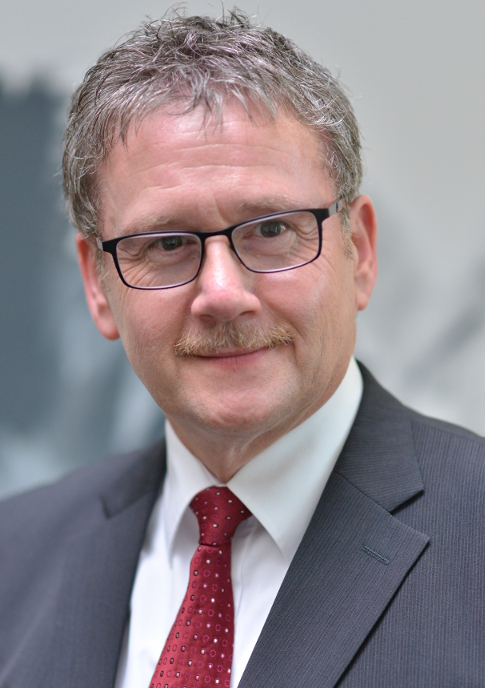
Landrat a. D. Uwe Schmidt

Uwe Schmidt (* 18. März 1954 in Alfeld-Brunkensen) ist Politikwissenschaftler und war bis 30. Juni 2021 Landrat (SPD) des Landkreises Kassel.

## Leben
Schmidt wuchs als jüngstes von elf Kindern eines Schreiners auf.
Nach dem Abschluss der Handelsschule 1970 beendete er 1973 eine Ausbildung zum Industriekaufmann im Fagus-Werk in Alfeld.
Schmidt studierte nach der Erlangung der Allgemeinen Hochschulreife von 1976 bis 1979 Theologie an der Philipps-Universität in Marburg. 1979 wechselte er zum Studium der Politikwissenschaft, Soziologie, des Öffentlichen Rechts und der Sozialethik, das er 1984 als Diplompolitologe abschloss.
Von 1984 bis 1990 arbeitete Uwe Schmidt als Wissenschaftlicher Angestellter im Institut für Politikwissenschaft an der Philipps-Universität Marburg.
Schmidt ist verheiratet und hat zwei Kinder.

## Partei
1976 trat Schmidt in die Sozialdemokratische Partei Deutschland (SPD) ein.
Von 1995 bis 2001 bekleidete er das Amt eines Beisitzers im Unterbezirksvorstand der SPD Kassel-Land.
Als Vorsitzender des Unterbezirks fungierte Schmidt von August 2001 bis April 2015.

## Politik
Schmidt war von 1988 bis 1990 Mitglied der Stadtverordnetenversammlung sowie des Haupt- und Finanzausschusses der Stadt Wetter (Hessen).
Von Januar 1991 bis zum September 2002 war er hauptamtlicher Bürgermeister der Gemeinde Helsa (Landkreis Kassel).
Erster Kreisbeigeordneter des Landkreises Kassel war er von September 2002 bis Juni 2009.
Bereits am 25. Januar 2009 wurde er mit 64,5 Prozent der abgegebenen Stimmen als Nachfolger von Udo Schlitzberger zum Landrat des Landkreises Kassel gewählt. Das Amt trat er am 1. Juli 2009 an. Am 25. Januar 2015 wurde er mit 61,9 % der Stimmen erneut direkt wiedergewählt.
Uwe Schmidt war bis 30. Juni 2021 Landrat des Landkreises Kassel.